# Robert Biedermann

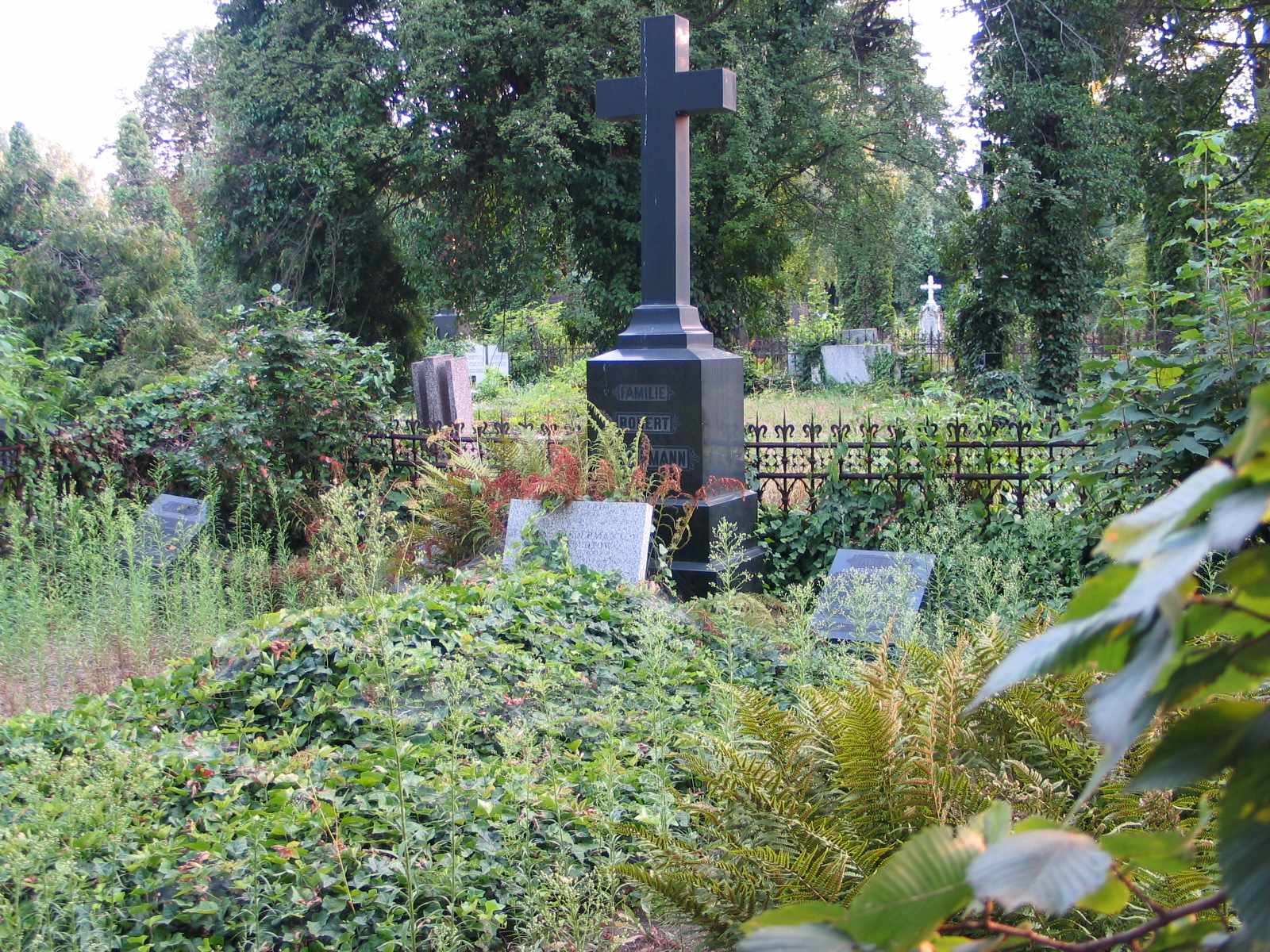
Grobowiec Roberta Biedermanna

Robert Ludwik Karol Biedermann (ur. 21 sierpnia 1836 w Zduńskiej Woli, zm. 10 września 1899 w Łodzi) – łódzki fabrykant, jeden z pionierów rozwoju przemysłu w Łodzi.

## Życiorys
Pochodził z niemieckiej rodziny przybyłej w XVIII wieku do Wielkopolski, która przeniosła się później do Zduńskiej Woli, by ostatecznie osiąść w Łodzi.
Ojciec Roberta Biedermanna, Wilhelm Traugott Biedermann (1801–1852), był pastorem, a matka Justyna Rosina z Jehringów – córką farbiarza. Młody Biedermann wyszkolił się na farbiarza (pracując najpierw w Konstantynowie u wuja, Gustawa Jehringa, a następnie w farbiarni Józefa Paszkiewicza w Łodzi) uzyskując dyplom czeladnika w 1856 roku.
W 1863 roku otrzymał w wieczystą dzierżawę ponad 14 ha gruntów nad rzeką Łódką (rejon ulic Kilińskiego – Franciszkańska). W 1864 roku założył farbiarnię przędzy, tkanin wełnianych i bawełnianych. Pomogło mu w tym małżeństwo, zawarte 11 kwietnia 1863 roku, z Adelmą Emmą Braun (1844–1895), która wniosła do małżeństwa bogate wiano. Z czasem rozbudowywał zakład wprowadzając m.in. napęd parowy. W 1870 wystawił laboratorium chemiczne, a w 1877 roku wybudował mechaniczną suszarnię i apreturę pluszu meblowego i konfekcyjnego oraz produktów wełnianych: flaneli, wyrobów trykotowych, kaszmirów oraz szewiotów. Ponadto zarabiał na handlu przędzą wełnianą, którą po farbowaniu sprzedawał w Łodzi, Koburgu, Zduńskiej Woli, Rydze i Moskwie.
W 1878 roku koło drewnianego domu, gdzie mieszkał od czasu ślubu, wybudował mieszkalny jednopiętrowy dom murowany z oficyną w stylu renesansu włoskiego (tzw. Pałac Roberta Biedermanna), zaprojektowany przez Hilarego Majewskiego. Rok później odkupił od Teodora Kundela farbiarnię wraz z budynkiem mieszkalnym (ul. Kilińskiego 1/3), w której farbował tkaniny wełniane, półwełniane oraz przędzę. W II połowie lat 80. XIX wieku zakupił działki przy ul. Smugowej, gdzie w 1889 uruchomił przędzalnię, a w 1892 roku tkalnię bawełny. Dwa lata później w zakładzie zainstalowano zasilanie elektryczne. Inwestował także poza Łodzią kupując w 1888 roku 30 morgowy majątek „Źródło” w Bedoniu. Od 1890 roku dwaj jego najstarsi synowie – Robert i Alfred pomagali w zarządzaniu przedsiębiorstwem.
Biedermann był również filantropem: ufundował Dom Sierot (ul. Północna 70) oraz domy dla robotników przy ul. Smugowej, a w testamencie przeznaczył m.in. po 1500 rubli dla gminy ewangelickiej, żydowskiej, rzymskokatolickiej i prawosławnej. Zasiadał w Komitecie Kanalizacji i Wodociągów w Łodzi (1886).
Po śmierci Roberta Biedermanna, 10 września 1899 roku, zarządzanie przedsiębiorstwem zostało przejęte przez jego synów Alfreda i Bruna. W latach 1905–1907 Biedermannowie, podobnie jak wszyscy łódzcy fabrykanci, mieli poważne problemy w związku z serią strajków robotników firmy, związanych z rewolucją 1905 roku. Po II wojnie światowej przedsiębiorstwo zostało znacjonalizowane i otrzymało nazwę Zakłady Przemysłu Bawełnianego im. Szymona Harnama „Rena Kord”. Po remoncie i pracach konserwatorskich stało się siedzibą firmy „Atlas” (ul. Kilińskiego 2).

## Życie prywatne
11 kwietnia 1863 ożenił się z Adelmą Emmą, córką Friedricha Edwarda Brauna, właściciela manufaktury wyrobów półwełnianych. Małżeństwo doczekało się trzynaścioro potomstwa: Roberta (1864–1927), Emmy Adeli (1865–1940), Alfreda (1866–1936), Pauliny (1868–1921), Wilhelma Edwarda (1869–1888), Gustawa (1871–1953), Friedy (1872–1957), Adelmy Idy (1876–1928), Klary Fanni (1877–1966), Bruno Ottona (1878–1945), Elizy (1879–1901), Hedwig Johanny (1881–1958), Eugena – zmarł w dzieciństwie.